# Třída River (1984)
Třída River byly minolovky postavené za studené války pro britského královské námořnictvo. Minolovky sloužily pro hromadné odminování ve velkých hloubkách. Tím měl být řešen problém sovětských min pokládaných ve velkých hloubkách u pobřeží Skotska a ohrožujících plavbu britských a amerických ponorek. Ve službě nahradily zastaralou třídu Ton. Britové tuto třídu provozovali v letech 1984–2000. Vyřazená plavidla zakoupila námořnictva Brazílie, Bangladéše a Guyany.

## Stavba

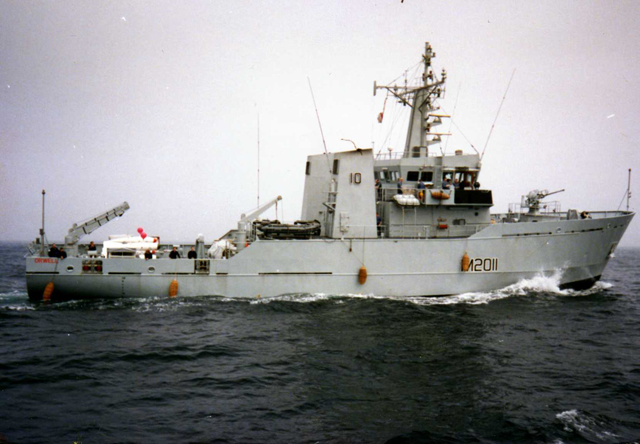
HMS Orwell (M2011)

Celkem bylo postaveno 12 minolovek této třídy, zařazených do služby od roku 1984. Plavidla nesla jména HMS Waveney (M2003), HMS Carron (M2004), HMS Dovey (M2005), HMS Helford (M2006), HMS Humber (M2007), HMS Blackwater (M2008), HMS Itchen (M2009), HMS Helmsdale (M2010), HMS Orwell (M2011), HMS Ribble (M2012), HMS Spey (M2013) a HMS Arun (M2014). Stavbu provedla loděnice Richards Dry Dock and Engineering Limited v Lowestoftu a Yarmouthu.

## Konstrukce
Konstrukce minolovek vycházela ze zásobovacích lodí operujících u vrtných plošin v Severním moři. Minolovky měly ocelový trup a nesly mechanický odminovací prostředek BAJ-Vickers Wire Sweep Mk 9 sloužící pro hromadné odminování ve velkých hloubkách (Extra-Deep Armed Team Sweep – EDATS). Pro vlečení odminovacího prostředku (řezacího zařízení) byla vždy třeba dvě spolupracující plavidla. Jeho pomocí ze dna uvolněné miny pak měly být ničeny palnými zbraněmi.
Plavidla byla vybavena sonarem, dvěma navigačními radary Decca TM 1226, navigačním systémem Decca QM14 a navigačním systémem Decca Hi-Fix. Obrannou výzbroj tvořil jeden 40mm kanón Bofors na přídi a dva 7,62mm kulomety FN MAG. Pohonný systém tvořily dva diesely Ruston 6RKCM o výkonu 2267 kW, roztáčející dva lodní šrouby. Nejvyšší rychlost dosahovala 14 uzlů.

## Zahraniční uživatelé
Bangladéš

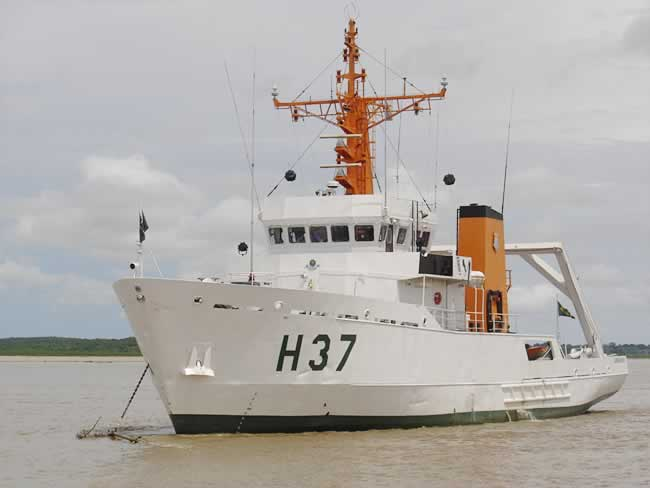
Brazilská výzkumná loď Guarnier Sampaio (H37)

- Bangladéšské námořnictvo – roku 1994 získalo minolovky Shupla, Shaikat, Surovi a Shaibal.[1]

 Brazílie
- Brazilské námořnictvo – získalo minolovky Bracuí, Benevente, Bocaína a Babotonga, které nasadilo jako hlídkové lodě.[1] Další tři jednotky Amorim do Valle, Taurus a Guarnier Sampaio byly upraveny na hydrografické výzkumné lodě.

 Guyana
- Roku 2001 získala minolovku Essequibo, kterou nasadilo jako cvičnou a hlídkovou loď.[1]